# Пінська унійна єпархія
Пінська унійна єпархія (також Пінсько-Турівська або Турово-Пінська, лат. Eparchia Pinscensis et Turoviensis Ruthenorum) ― церковно-адміністративна одиниця у складі Руської Унійної Церкви, яка існувала на території Великого князівства Литовського в 1596—1795 рр. і підлягала Київській унійній митрополії.

## Історія
Пінська унійна єпархія утворилася внаслідок приєднання єпископа Йони Гоголя до Берестейської унії. Територія єпархії охоплювала пінський і мозирський повіти Берестейського воєводства та кілька парафій берестейського і слонімського повітів на Поліссі. 1786 р. попередню дерев'яну катедру замінено по-єзуїтським костелом у Пінську, який був подарований уніатам, а єзуїтський колегіум перетворено в садибу єпископа. Катедральний крилос, який функціонував уже у XVIII ст., складався виключно з єпархіального духовенства, на відміну від інших унійних єпархій, де до крилосу могли належати і представники Василіянського Чину. Члени крилосу відправляли богослужіння в катедрі і займалися душпастирством. Матеріальним забезпеченням єпархії були декілька сіл на Поліссі. З існуючих в 1647 р. бл. 100 парафій (згідно зі звітом єпископа Якова Суші), після козацьких воєн при унії залишилися заледве 10. В 1670-х рр. єпархія дещо відродилася, між іншим, до неї належало 74 священики, а в 1702 р. вже 238 парафій і 330 священиків. В єпархії було сім діючих чоловічих василіянських монастирів: Лещинський в Пінську (прийняв унію 1668 р.), у Хомську, в Новому Дворі і Куп'ятичах (унійні від 1743 р.), а також жіночий монастир василіянок св. Варвари в Пінську, при якому утримувалася школа для дівчат (приступив до унії за ігуменства Євфросинії Тризни ще наприкінці XVI ст.).

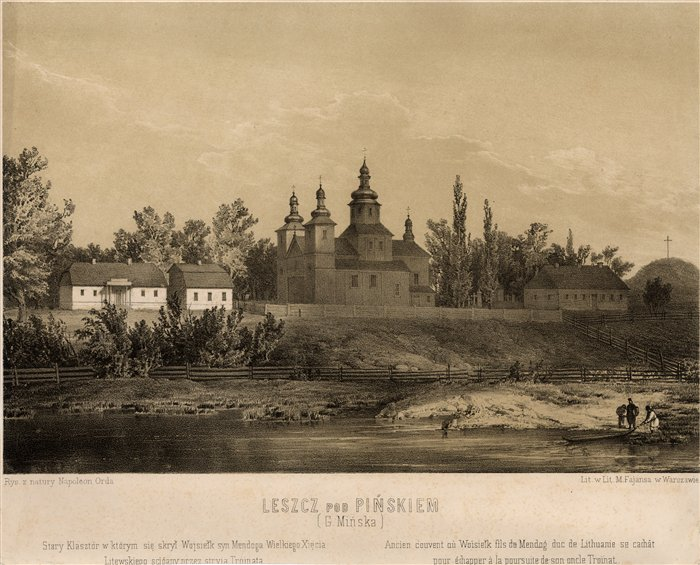
Пінський Лещинський монастир, в 1602—1839 рр. ― василіянський. Літографія Наполеона Орди, 1875 р.

На території Пінської унійної єпархії були також православні парафії, статус яких потвердив король Владислав IV Ваза в 1633 р. В єпархії існував уряд єпископа-коад'ютора, який виконували єпископи Григорій Михалович (1624—1626), Маркіян Білозор (1662—1665), Антін Млодовський (1761—1764), Ґедеон Горбацький (1766—1769), Йосафат Булгак (1787—1793).

## Ліквідація єпархії
Напередодні другого поділу Речі Посполитої Пінська унійна єпархія охоплювала територію в 25.200 км квадр., бл. 20 деканатів, 238 парафій і понад 85 тис. вірних. Внаслідок другого поділу (1793 р.) єпархія втратила східну частину території враз із Пінськом, а після третього поділу (1795 р.) ― решту території. 1793 р. тогочасний єпископ-ординарій Йоаким Горбацький зрікся свого уряду (отримав до життєву пенсію і дозвіл повернутися до латинського обряду, в якому він був охрещений). 1796 р. єпархія остаточно була ліквідована Катериною ІІ, яка утворила на її території Берестейську унійну єпархію, а уряд ординарія новоутвореної єпархії перебрав тодішній останній єпископ пінський Йосафат Булгак.